# Powderham
Powderham är en by och en civil parish i Teignbridge i Storbritannien. Den ligger i grevskapet Devon och riksdelen England, i den södra delen av landet, 250 km väster om huvudstaden London. Orten har 100 invånare (2001). Den har en kyrka och ett slott. Byn nämndes i Domedagsboken (Domesday Book) år 1086, och kallades då Poldreham.